# William Henry Muir Lowe
William Henry Muir "W. H. M." Lowe CB (Províncies del Nord-oest, 20 d'octubre de 1861 - Londres, 7 de febrer de 1944) va ser un oficial de l'exèrcit britànic, conegut principalment per haver dirigit les forces britàniques a Dublín en el transcurs de l'alçament de Pasqua de 1916, a més de rebre la rendició de les forces irlandeses republicanes.

## Biografia

### Joventut i carrera
Lowe va néixer a les províncies del Nord-oest, al Raj Britànic, fill de William Henry Lowe, membre del Servei Civil de l'Índia, i Caroline Charlotte Muir. Va ser educat a la Reial Acadèmia Militar de Sandhurst, passant després a ser oficial del 7è regiment de cavalleria de la Guàrdia Dragons, el 1881. L'any següent va lluitar a la campanya d'Egipte, on el 7è de Dragons formava part de la 1a Brigada de Cavalleria liderada pel general Sir Baker Russell. Lowe es va veure implicat en els combats a Kassassin, la batalla de Tel el-Kebir, i a la marxa cap al Caire. Va rebre la Medalla d'Egipte i l'Estrella del Khediv, medalla oferida per Tewfik Paixà a tots els oficials i homes que havien participat en la campanya. El 1886 va desplaçar-se a Birmània des de l'Índia, on es va establir el 7è de Dragons, com un servei especial a les Forces de Birmània Superior, implicades en la fase de guerra de guerrilles de la Tercera Guerra Anglobirmana. Va quedar-se a Birmània fins al 1887, quan rebé la Medalla del Servei General de l'Índia amb dues barres. He was promoted to the rank of captain in 1887 and major in 1892.

### Segona Guerra Bòer
El 1899 va ser ascendit a tinent coronel, assumint el comandament del 7è de Dragons. Entre el 1900 i el 1902 Lowe va dirigir el regiment a la Segona Guerra Bòer, on va presenciar la captura de Pretòria i la batalla de Diamond Hill, a més de ser ascendit a coronel brevet el novembre de 1900. un despatx de Lord Kitchener del 8 d'agost de 1901 relatava com "a la mitja nit del 30 de juliol, el coronel Lowe, 7è Guàrdia Dragons, va aconseguir sorprendre una granja exitosament, d'on va capturar 11 presoners armats amb rifles, bandoleres i cavalls." Lowe va ser esmentat dues vegades més en despatxos: a les recomanacions de Lord Roberts, el 2 d'abril de 1901, i en el darrer despatx de 
Lord Kitchener, el 23 de juny de 1902. Va rebre tant la Medalla de la Reina com la del Rei de Sud-àfrica.
Va deixar el 7è de la Guàrdia Dragó el març de 1903 per convertir-se en Quartermaster-General Assistent del II Cos (Comandància del Sud), a més d'ésser ascendit a coronel. El maig de 1905 va ser traslladat a la Comandància del Nord com a coronel a càrrec dels registres de cavalleria i oficial en plantilla de la Imperial Yeomanry. Fou nomenat Company de l'Orde del Bany el 1906. El març de 1907 va passar a cobrar mitja paga, i es va retirar un any més tard.

### Alçament de Pasqua
Al començament de la Primera Guerra Mundial, el 1914, Lowe va tornar a l'exèrcit, passant a ser inspector de cavalleria, essent ascendit a Comandant de Brigada amb el rang de General de Brigada, el 1915. Era comandant de la 3a Brigada de Cavalleria de reserva, estacionada al Camp de Curragh, quan es va produir l'Alçament de Pasqua, el dilluns 24 d'abril de 1916. En ser informat de l'alçament per telefon, Lowe va ordenar a la brigada desplaçar-se a Dublín per tren. A l'arribar a l'estació de Kingsbridge, les primeres hores del dimarts següent, Lowe va assumir el comandament de les forces britàniques a Dublín, començant per assegurar una línia entre l'estació, el castell de Dublín i el Trinity College que, a més, va provocar que les forces rebels quedessin aïllades al nord i al sud del riu. Fou Lowe qui ordenà el bombardeig del Liberty Hall mitjançant artilleria situada al Trinity College, així com qui ordenà als Guardaboscs de Sherwood continuar l'avenç pel pont de Mount Street, tot i les altes baixes que patien. El dissabte 29 d'abril, després de rebre la visita d'Elizabeth O'Farrell, va acceptar negociar amb els líders rebels només si aquests oferien la seva rendició incondicional, i, a les 14:30 d'aquell dia, acompanyat per O'Farrell, Patrick Pearse es va rendir a Lowe.
Va ser guardonat amb el rang honorari de General Major quan, finalment, es va retirar, el març de 1919.

### Vida privada
Lowe es va casar, el 1895, amb Frances Broster (morta el setembre de 1942), que era la viuda del capità Robert Harry Johnson del 64è Regiment d'Infanteria, i filla de Francisco de Salvo, de Salern, Sicília. Van tenir un fill i una fillam Elizabeth, que es va convertir en monja. El seu fill, John, fou també oficial de l'exèrcit britànic que, com el seu pare, va participar en la supressió de l'alçament de Pasqua i va presenciar la rendició de Pearse. Posteriorment lluità a Gal·lípoli i al Somme. Finalment es dedicà a la interpretació, actuant a Hollywood amb el nom de John Loder. Lowe va morir a Londres el 7 de febrer de 1944, als 82 anys. Ni un, d'altra banda, integral obituari aparegut al The Times, ni l'entrada al Who Was Who 1941–1950 fan cap referència a la seva participació en l'Alçament de Pasqua, tot i que si que s'esmenta a l'autobiografia de John Loder, on hi ha una fotografia de Pearse rendint-se davant seu.